# Villejésus
Villejésus est une ancienne commune du sud-ouest de la France, située dans le département de la Charente (région Nouvelle-Aquitaine). Le 1er janvier 2019, elle devient une commune déléguée d'Aigre.
Ses habitants sont appelés les Villesalénois et Villesalénoises.

## Géographie

### Localisation et accès
Villejésus est une commune du Nord Charente située à 1 km à l'est d'Aigre et 29 km au nord-ouest d'Angoulême.
Le bourg de Villéjésus, qui touche presque celui d'Aigre, est aussi à 12 km à l'ouest de Mansle, 15 km au nord-est de Rouillac, 20 km au sud-ouest de Ruffec, 35 km au nord-est de Cognac et 51 km à l'ouest de Confolens.
La commune est traversée d'est en ouest par la D 739 qui dessert le bourg. Cette ancienne route nationale déclassée en route départementale reliait Rochefort à Fontafie par Saint-Jean-d'Angély, Aigre et Mansle, où elle croise la route nationale 10 entre Angoulême et Poitiers.
La commune de Villejésus comporte aussi deux autres anciennes nationales qui passent à l'ouest du bourg et arrivent à Aigre par le nord. La D 736 relie Jarnac à Ruffec par Rouillac et Aigre, et la D 737 relie Chef-Boutonne à Angoulême par Aigre. La D 19 relie aussi Aigre à Villefagnan.
La gare la plus proche est celle de Luxé, desservie par des TER à destination d'Angoulême, Poitiers et Bordeaux.

### Hameaux et lieux-dits
Les hameaux dépendant de la commune sont :
- la Motte, qui a été cédée en place du Fouqueurant lors du cadastre de 1832 ;
- les Granges ;
- la Chaussée ;
- Basleville ;
- le Redour ;
- Saint-Aubin ;
- Chollet ;
- les Loges, qui furent construites en 1800, lors de l'exploitation de la forêt, pour y loger les commis et ouvriers :
- le Champ-Cavreau, à peu près à la même époque par un nommé Monthézi ;
- le Beau-Gaulis (puis le Bois-Gaulis), quelques années plus tard par un des enfants dudit Monthézi ;
- et Font Brun en 1815 par un nommé Dufaure[4]. Aujourd'hui orthographié Fontbrun, on y trouve une ferme et un manoir[3].

### Communes limitrophes
| Saint-Fraigne | Ébréon             | Tusson    |
| Oradour       | Villejésus         | Fouqueure |
| Aigre         | Marcillac-Lanville |           |

### Géologie et relief
Géologiquement, la commune est dans le calcaire du Jurassique du Bassin aquitain, comme tout le Nord-Charente. Un plateau du Kimméridgien occupe plus particulièrement la surface communale (Jurassique supérieur). Des alluvions récentes du Quaternaire occupent les vallées, principalement à l'ouest et au sud,,.
Le relief de la commune est celui d'un plateau assez vallonné descendant vers le sud-ouest où se trouve la vallée de l'Aume. Le point culminant est à une altitude de 151 m, situé au nord-est dans la forêt de Tusson. Le point le plus bas est à 60 m, situé le long d'un bras de l'Aume à l'extrémité sud-est de la commune. Le bourg, construit au bord de la vallée, est à 75 m d'altitude.

### Hydrographie
Deux cours d'eau référencés par le Sandre traversent la commune.
Il s'agit de l'Aume affluent de la Charente et du ruisseau de Siarne affluent de l'Aume.
L'Aume arrose le sud de la commune et la sépare de celle d'Aigre. Le ruisseau de Siarne, à sec en été, se jette dans l'Aume à l'extrémité nord de la commune.

### Climat
Comme dans les trois quarts sud et ouest du département, le climat est océanique aquitain.

### Végétation

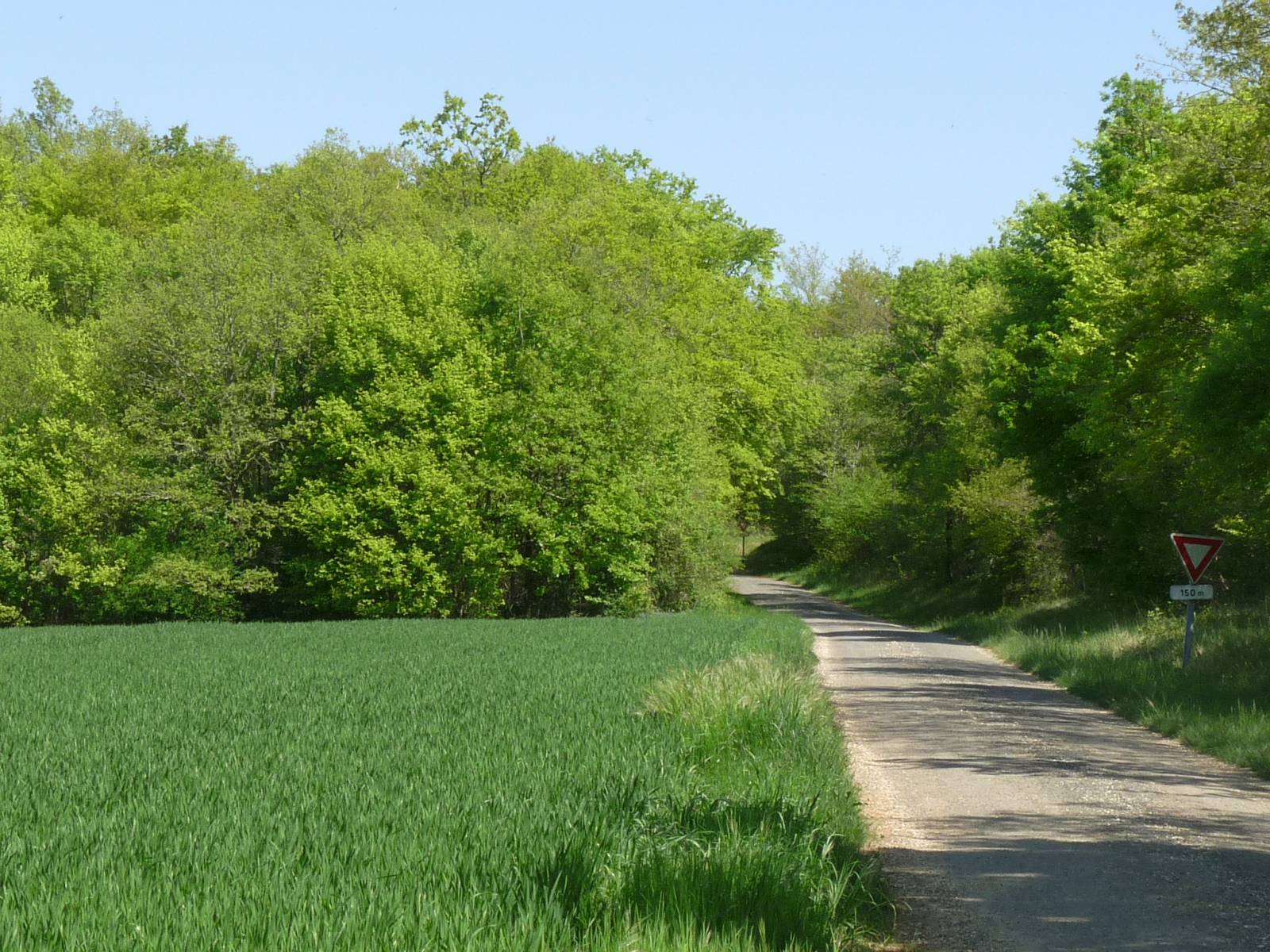
La forêt de Tusson près de Saint-Luc

La forêt de Tusson borde la commune au nord.

## Toponymie
Les formes anciennes sont Villajesu et Villajhesu vers 1300.
L'origine du nom de Villejésus remonterait à l'installation d'une commanderie de l'ordre de Saint-Jean de Jérusalem. Ces commanderies d'Hospitaliers étaient aussi à l'origine de nombreux noms comme Villedieu,.

## Histoire
Des vestiges de constructions gallo-romaines au Treuil ainsi qu'une monnaie romaine impériale, et une statuette au Redour, attestent l'ancienneté de l'occupation,.
Sous l'Ancien Régime, la paroisse de Villejésus était une annexe de celle de Fouqueure.
Selon un auteur anonyme de 1850, il y avait au sud de l'église un monastère d'Templiers, qui occupait le lieu-dit « la Commanderie ». La terre appelée « le champ Marceau » était leur jardin ; il y avait un réservoir avant d'arriver au « Pré clos », tous les prés de la prairie le long du cours d'eau depuis le « moulin de la Commanderie » jusque vis-à-vis le « pré Baugé » leur appartenaient, ainsi que ceux appelés « Pré clos ».
Selon Charles Daras, l'ancienne commanderie de Villejésus était d'origine hospitalière et non templière. Leurs bâtiments, actuellement disparus, étaient situés au voisinage de la chapelle, au lieu-dit la Cour. La maladrerie était située à l'écart du village, au Redour.
Les Hospitaliers desservaient la paroisse et étaient les seigneurs de toute la partie du bourg et village de Chollet situés entre les « quatre croix ». La première était placée près du moulin de Basleville et en deçà ; la deuxième au bout de la rue Haute, laissant en dehors toutes les maisons situées à gauche en allant de Basleville au Pontraud ; la troisième appelée « Duperet » au pied du plantier de ce nom, entre le chemin qui conduit aux « Échalons » et celui de la Terne, la quatrième et dernière appelée de Chollet était placée au-dessus du village à la droite de l'entrée du chemin de Trotte-Chien ; la première s'appelait de Basleville et la dernière du Treuil.
Les Hospitaliers avaient justice seigneuriale, four et moulin banaux ; ce sont eux qui avaient concédé aux habitants d'entre les quatre croix qui limitaient leur juridiction et leur banalité, le droit de prendre dans le bois de l'Hôpital, encore appelé des « Hôpitaux » en 1850, tout le bois nécessaire à leurs affouages et même pour bâtir.
Après leur destruction, la propriété fut abandonnée aux chevaliers de Malte, et ce fut un chevalier de cet ordre, sous le nom de commandeur, qui devint seigneur de la partie de la paroisse limitée par lesdites quatre croix. Un de ces commandeurs voyant que la population augmentait progressivement et absorbait tout le bois des coupes des Hôpitaux, abandonna par transaction auxdits habitants en propriété la moitié desdits bois, à la charge de renoncer à tous droits de servitude sur l'autre moitié ; ce qui eut lieu, et l'acte est dans le dossier des titres dudit bois, qui mentionne aussi la foi et hommage que les habitants étaient obligés de rendre le premier de l'an audit seigneur commandeur, et digne du Moyen Âge, en sorte que par autre acte cela fut modifié et la foi et hommage convertis en une paire de gants blancs. Jusqu'à la Révolution de 1789, les coupes de bois étaient vendues au parquet de la justice et le prix de vente partagé entre les fermiers du commandeur et les habitants et versé entre les mains de leur trésorier. À la Révolution, l'administration de l'enregistrement a voulu s'emparer de ces bois ; la commune a été obligée de procéder ; toutes les pièces de procédure sont dans le dossier mentionné ci-dessus, et l'affaire a été terminée par le décret du 19 octobre 1808.
Au début du XXe siècle, l'industrie était encore représentée deux scieries mécaniques, l'une au moulin de la Commanderie et l'autre à Chollet. Il y avait aussi deux importantes laiteries, toutes deux à Basleville, l'une étant une coopérative. Le petit-lait issu de ces laiteries servait à engraisser des porcelets achetés aux marchands de Saint-Front ou Saint-Angeau, revendus ensuite à bon prix. L'élevage de vaches et moutons était important, et des foires se tenaient à Villejésus le 4 de chaque mois.
Le 1er janvier 2019, elle est intégrée à la commune nouvelle d'Aigre, ceci est acté par un arrêté préfectoral du 28 septembre 2018.

## Administration

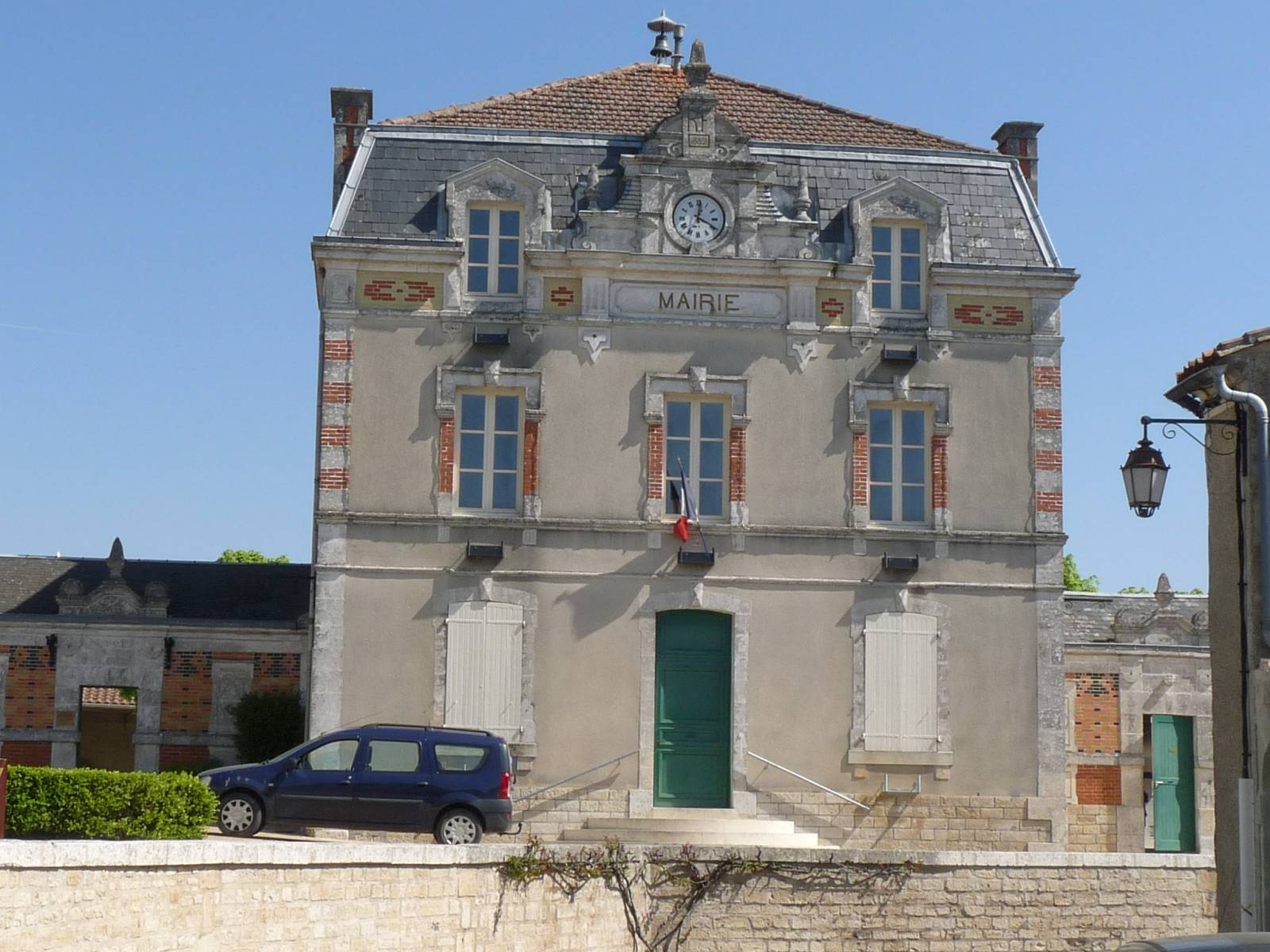
La mairie

| Période                                  | Période   | Identité          | Étiquette | Qualité       |
| ---------------------------------------- | --------- | ----------------- | --------- | ------------- |
| maire en 1945                            | ?         | René Gracie       | SFIO      |               |
| Les données manquantes sont à compléter. |           |                   |           |               |
| mars 2001                                | mars 2008 | Olivier Geoffrion | .         | Fonctionnaire |
| mars 2008                                | 2020      | Nadia Caillaud    | SE        | Commerçante   |

### Fiscalité
La fiscalité est d'un taux de 15,35 % sur le bâti, 35 % sur le non bâti, 5,50 % pour la taxe d'habitation  et 8,35 % de taxe professionnelle(chiffres 2007).
La communauté de communes  prélève  2,61 % sur le bâti, 6,06 % sur le non bâti, 1,09 % pour la taxe d'habitation  et 1,45 % de taxe professionnelle.

## Démographie

### Évolution démographique
L'évolution du nombre d'habitants est connue à travers les recensements de la population effectués dans la commune depuis 1793. Pour les communes de moins de 10 000 habitants, une enquête de recensement portant sur toute la population est réalisée tous les cinq ans, les populations de référence des années intermédiaires étant quant à elles estimées par interpolation ou extrapolation. Pour la commune, le premier recensement exhaustif entrant dans le cadre du nouveau dispositif a été réalisé en 2008.

En 2016, la commune comptait 504 habitants, en évolution de −11,73 % par rapport à 2010 (Charente : −0,48 %, France hors Mayotte : +2,11 %).
| 1793  | 1800  | 1806  | 1821  | 1831  | 1841  | 1846  | 1851  | 1856  |
| ----- | ----- | ----- | ----- | ----- | ----- | ----- | ----- | ----- |
| 1 012 | 1 101 | 1 156 | 1 268 | 1 289 | 1 292 | 1 256 | 1 243 | 1 160 |

| 1861  | 1866  | 1872  | 1876  | 1881 | 1886 | 1891 | 1896 | 1901 |
| ----- | ----- | ----- | ----- | ---- | ---- | ---- | ---- | ---- |
| 1 183 | 1 113 | 1 134 | 1 089 | 975  | 848  | 865  | 770  | 769  |

| 1906 | 1911 | 1921 | 1926 | 1931 | 1936 | 1946 | 1954 | 1962 |
| ---- | ---- | ---- | ---- | ---- | ---- | ---- | ---- | ---- |
| 764  | 783  | 697  | 722  | 625  | 592  | 548  | 585  | 542  |

| 1968 | 1975 | 1982 | 1990 | 1999 | 2006 | 2008 | 2013 | 2016 |
| ---- | ---- | ---- | ---- | ---- | ---- | ---- | ---- | ---- |
| 531  | 511  | 491  | 550  | 544  | 550  | 555  | 536  | 504  |

### Pyramide des âges
| Hommes | Classe d’âge | Femmes |
| ------ | ------------ | ------ |
| 0,4    | 90 ans ou +  | 1,8    |
| 11,4   | 75 à 89 ans  | 12,8   |
| 14,2   | 60 à 74 ans  | 16,8   |
| 22,1   | 45 à 59 ans  | 24,5   |
| 17,8   | 30 à 44 ans  | 19,0   |
| 16,7   | 15 à 29 ans  | 11,0   |
| 17,4   | 0 à 14 ans   | 14,2   |

| Hommes | Classe d’âge | Femmes |
| ------ | ------------ | ------ |
| 0,5    | 90 ans ou +  | 1,6    |
| 8,2    | 75 à 89 ans  | 11,8   |
| 15,2   | 60 à 74 ans  | 15,8   |
| 22,3   | 45 à 59 ans  | 21,5   |
| 20,0   | 30 à 44 ans  | 19,2   |
| 16,7   | 15 à 29 ans  | 14,7   |
| 17,1   | 0 à 14 ans   | 15,4   |

## Économie

### Agriculture
L'agriculture est principalement céréalière. La viticulture occupe une partie négligeable de l'activité agricole. La commune est cependant classée dans les Fins Bois, dans la zone d'appellation d'origine contrôlée du cognac.

### Industrie
L'entreprise Carti Meubles fabrique des meubles destinés aux grandes surfaces spécialisées.

## Équipements, services et vie locale

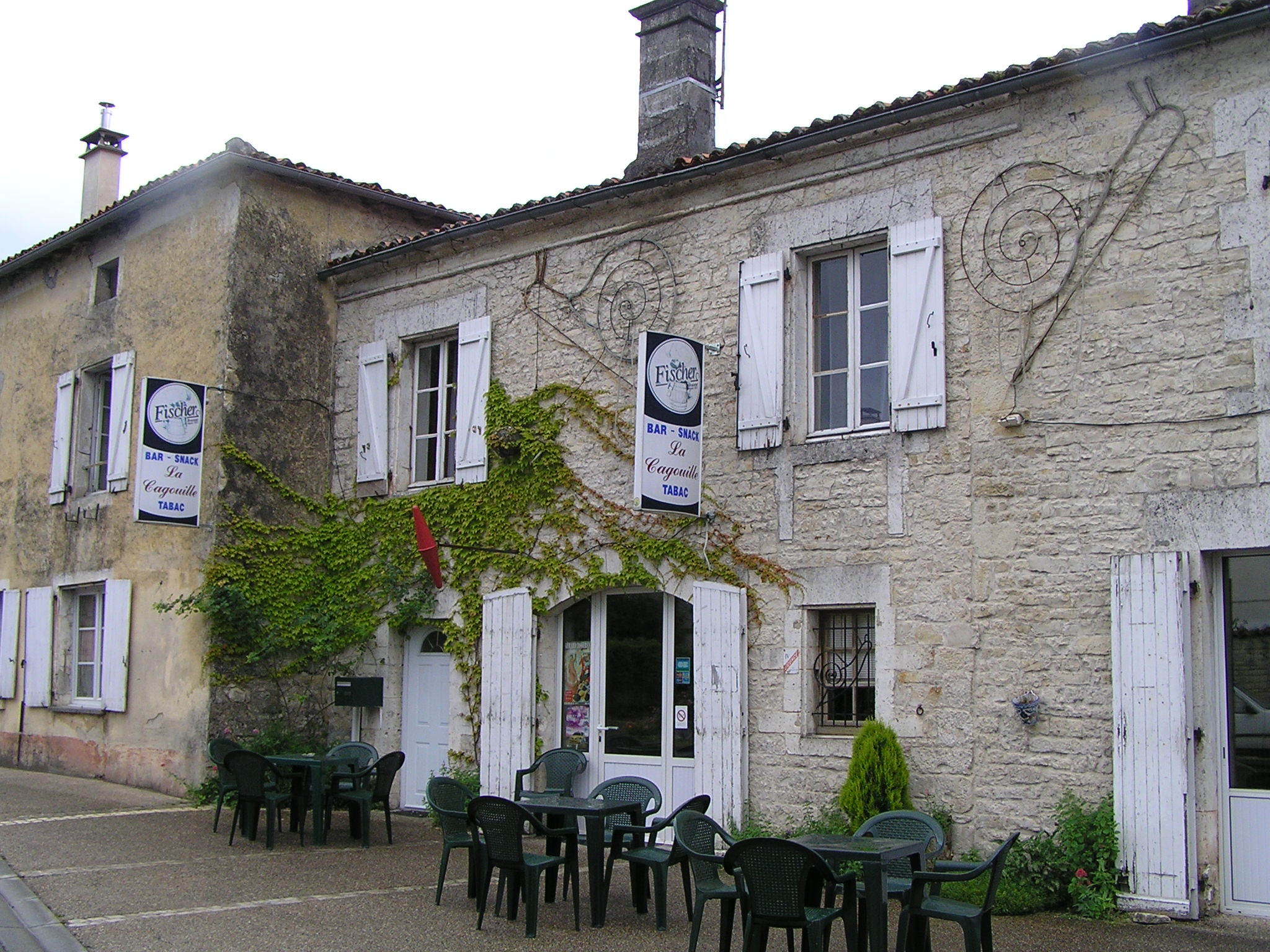
Café tabac snack

### Sports et activités
- Tous les ans, le 16 août, est organisé le Grand Prix Cycliste de Villejésus, la plus importante épreuve du Nord-Charente[26]. Cette course possède à son palmarès des coureurs comme Christophe Le Mével, Gérard Simonnot, Pascal Peyramaure, Jean Mespoulède, Loïc Herbreteau ou le vainqueur 2011 Samuel Plouhinec[27].

## Lieux et monuments

### Patrimoine religieux

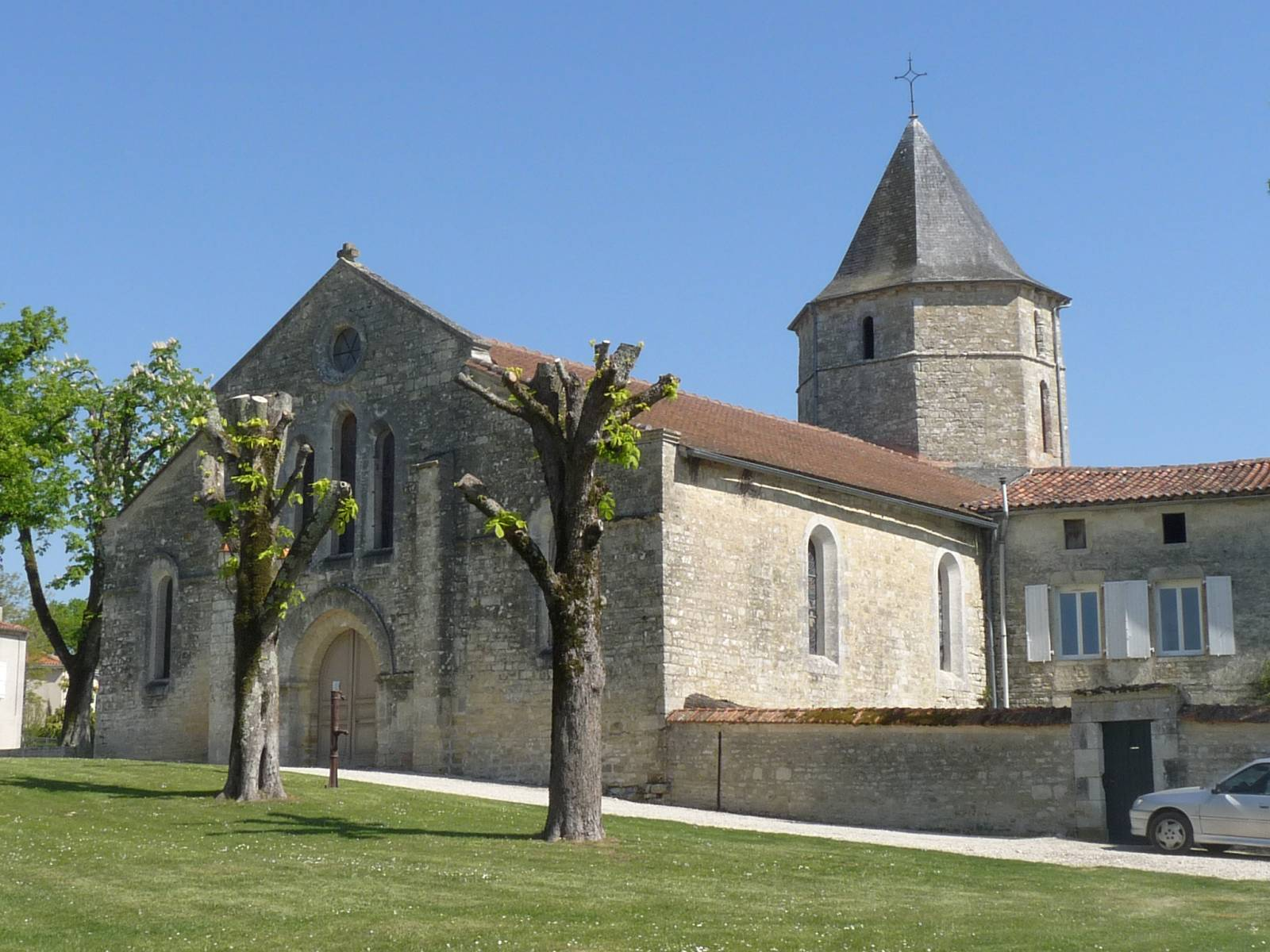
L'église

L'église paroissiale Notre-Dame date initialement du XIIe siècle et était une ancienne commanderie hospitalière. Elle a été détruite et restaurée à deux reprises, aux XVIIe et XIXe siècles.

### Patrimoine civil
Des fermes, un logis et un château situé au Bois d'Ambérac composent aussi le patrimoine architectural communal.

Autres vues
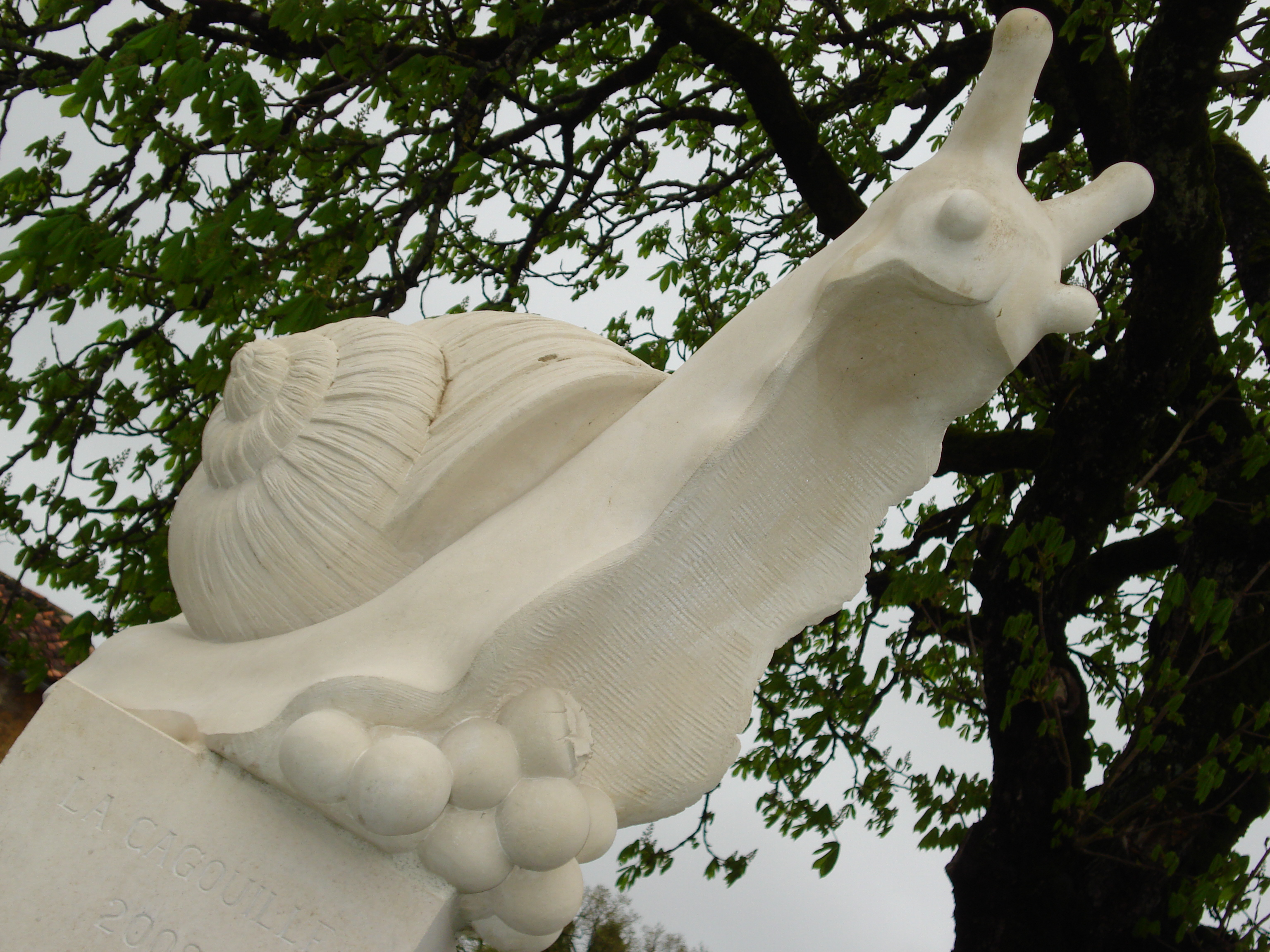
La cagouille
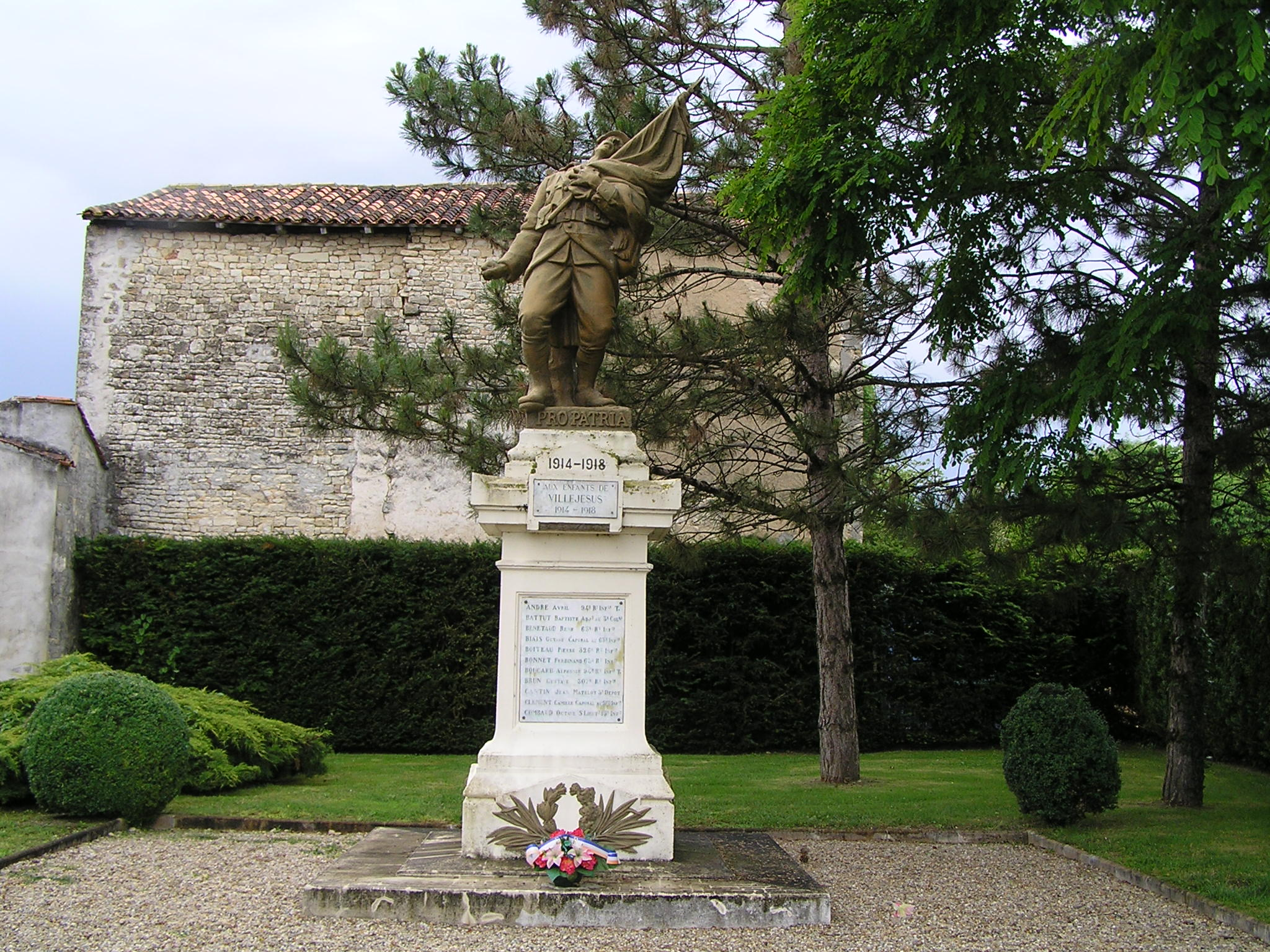
Le monument aux morts

## Personnalités liées à la commune
- L'homme politique Louis Delhoume (1855-1942), ancien maire de la commune, conseiller général et sénateur.
- L'acteur Jacques Jouanneau (1926-2011) est enterré au cimetière du village.
- L'acteur Roger Carel, de son vrai nom Roger Bancharel (1927-2020), inhumé à Villejésus dans le caveau familial et où il possédait une résidence secondaire[30],[31].
- L'actrice Luce Berthommé (1945-2004) est née à Villejésus.
- Le footballeur professionnel Jean Saupin (1932-2016) est né à Villejésus.